# 江苏省南通市中级人民法院
江苏省南通市中级人民法院是中华人民共和国江苏省南通市的中级人民法院。

## 机构设置
- 办公室
- 机关党委
- 组织人事处
- 宣传教育处
- 法官培训处
- 监察处
- 行政装备处
- 研究室
- 司法鉴定处
- 立案一庭
- 立案二庭
- 审判管理办公室
- 刑事审判第一庭
- 刑事审判第二庭
- 民事审判第一庭
- 民事审判第二庭
- 知识产权庭
- 行政审判庭
- 审判监督庭
- 执行局
- 法警支队

## 历任领导
| 院长 副院长 | 党组书记 |

## 知名案例
- 原山西省委常委、省委秘书长聂春玉受贿案
- 原山西省委常委、省委统战部部长白云受贿案
- 黄振兴等13人在安哥拉绑架中国公民案[1]
- 中野英二等6人贩卖、运输毒品案（日籍主犯中野英二及两名中国籍主犯于2014年被执行死刑）[2]
- 马大喜等9人抢劫长江过往船舶案[3]
- 张娟因吸毒产生幻觉杀死亲生女案（判处有期徒刑15年）
- 喻某诉中国人寿保险股份有限公司人身保险合同纠纷案

## 对应基层人民法院
- 江苏省南通市崇川区人民法院
- 江苏省南通市港闸区人民法院
- 江苏省南通市通州区人民法院
- 南通经济技术开发区人民法院
- 江苏省启东市人民法院
- 江苏省如皋市人民法院
- 江苏省海安县人民法院
- 江苏省如东县人民法院
- 江苏省海门市人民法院